# كاثرين كاري، كونتيسة نوتنغهام
كاثرين هوارد، كونتيسة نوتنغهام (بالإنجليزية: Catherine Carey, Countess of Nottingham)‏ (اسم الولادة:كاثرين كاري)(تقريبا 1547 - 25 فبراير 1603) وهي وصيفة وابنة ابن خالة الملكة إليزابيث الأولى ومن المقربين إليها. كانت في حضور الملكة مدة 44 عاما.